# Stanisław Kaczyński
Stanisław Kaczyński herbu Pomian – sędzia kapturowy drohicki, elektor Stanisława Augusta Poniatowskiego z ziemi mielnickiej.